# Nhà ga Warszawa Zachodnia
Bản mẫu:Infobox PKP station
Ga Warszawa Zachodnia (tiếng Anh: Warsaw West) là ga xe lửa và xe buýt đường dài ở Warsaw, Ba Lan nằm trên vùng giúp ranh giữa quận Ochota và Wola. Nhà ga đường sắt là bến cuối phía tây của Tuyến đường xuyên thành phố Warsaw. Nó phục vụ các chuyến tàu như PKP Intercity, Przewozy Regionalne, Koleje Mazowieckie, Szybka Kolej Miejska và Warszawska Kolej Dojazdowa cũng như các tàu quốc tế đi qua Warsaw. Mặc dù là một trong những nhà ga chính ở Warsaw, kể từ khi được xây dựng vào năm 1936, nhà ga đã bị hạn chế phát triển.

## Lịch sử
Nhà ga được xây dựng như một phần của sự phát triển của hệ thống đường sắt Warsaw được bắt đầu vào năm 1919. Warszawa Zachodnia được khai trương vào năm 1936 với tư cách là nhà ga lâu đời nhất trên Tuyến đường xuyên thành phố Warsaw. Tuy nhiên, những nỗ lực sau đó đã đi vào việc phát triển các nhà ga ở trung tâm Warsaw. Mãi đến những năm 1970, một đường hầm được xây dựng để kết nối các sân ga và một tòa nhà ga được xây dựng ở phía bắc. Năm 1975, sự thành lập các chuyến tàu Warszawska Kolej Dojazdowa đã được thêm vào. Năm 1980, phía nam của nhà ga được phát triển, với một hầm chui được xây dựng để kết nối Wola và Ochota và trạm xe buýt đường dài được xây dựng. Nhà ga đường sắt Warszawa Wola, được xây dựng vào những năm 1980 chỉ cách Warszawa Zachodnia 250 m (820 ft), vào ngày 20 tháng 5 năm 2012 đã được hợp nhất với trạm Warszawa Zachodnia với tư cách là Sân ga 8, và tiếp tục điều khiển các chuyến tàu đến Nasielsk, Ciechanów và Działdowo. Vào năm 2015, một tòa nhà ga mới đã được mở ở phía nam của nhà ga cùng với một số tòa nhà văn phòng thương mại, trong số những công ty chủ quản khác của Đường sắt quốc gia Ba Lan, được xây dựng dọc theo Đại lộ Jerozolimskie của Warsaw trên khu đất thuộc khu phức hợp nhà ga. Các kế hoạch phát triển trong tương lai kêu gọi xây dựng một tuyến xe điện mới - xe điện Warsaw với một đường hầm dài 850 m đi qua ga xe lửa, cung cấp dịch vụ vận chuyển thuận tiện đến hệ thống giao thông công cộng thành phố. 

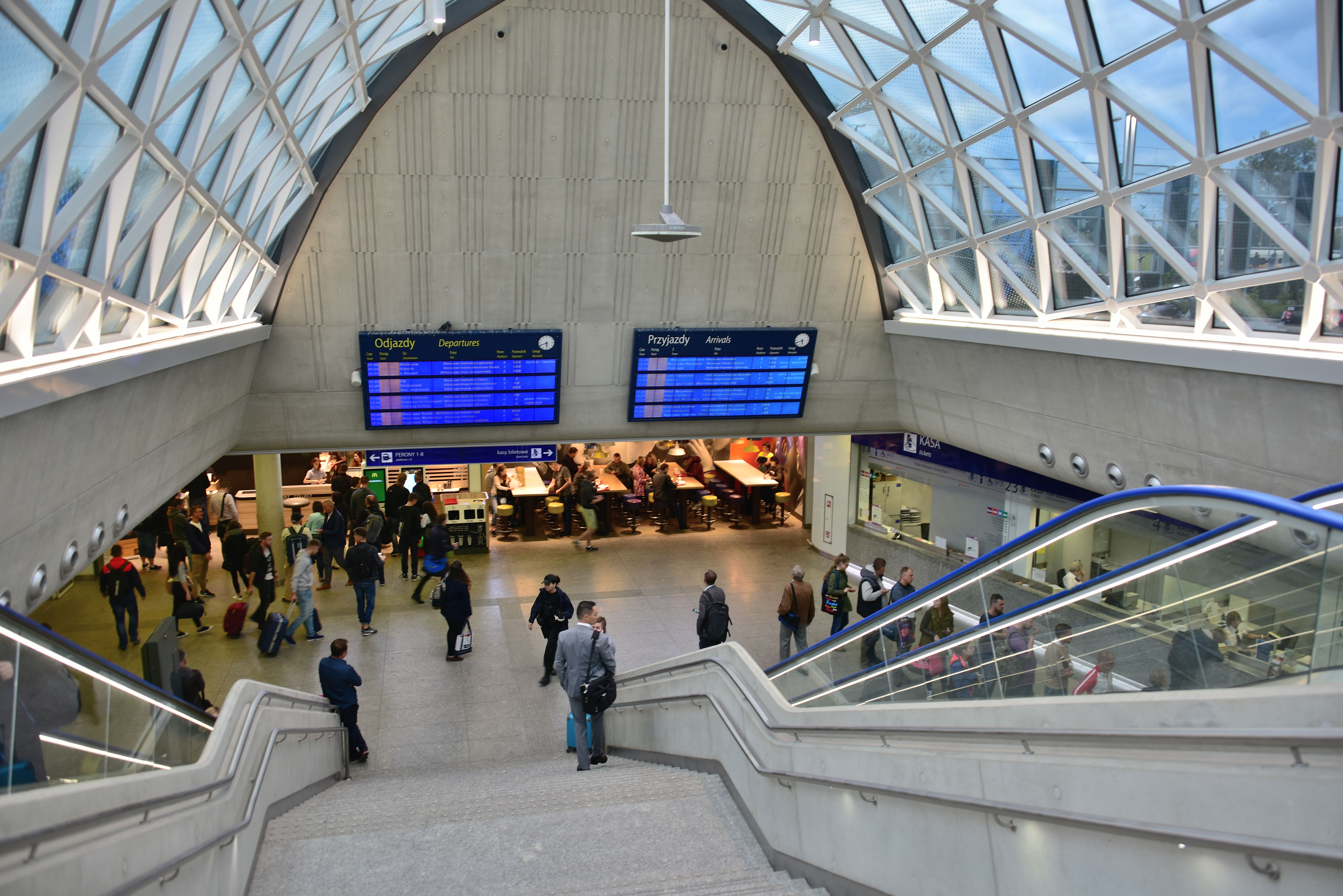
Nội thất nhà ga
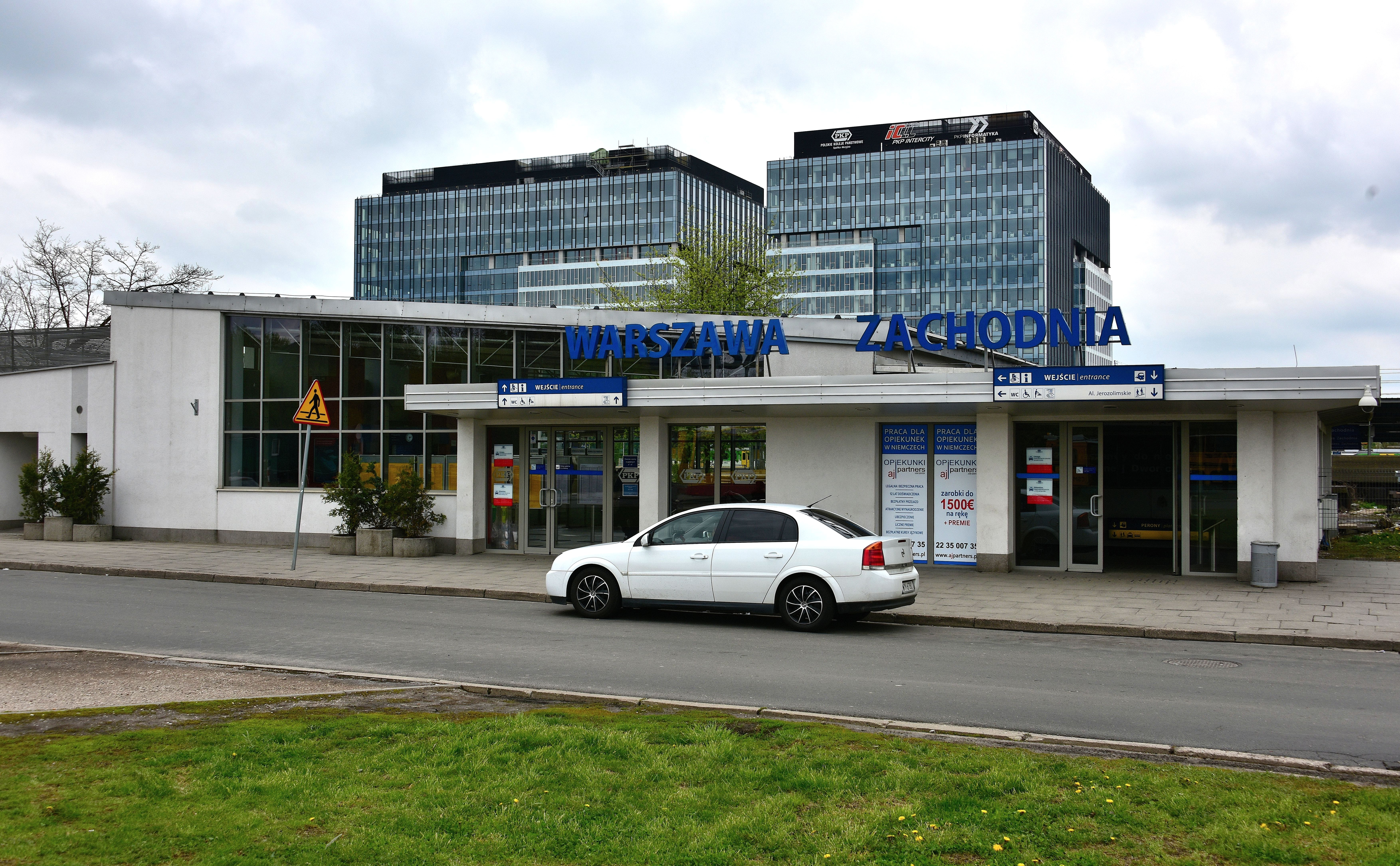
Xây dựng nhà ga cũ ở phía bắc
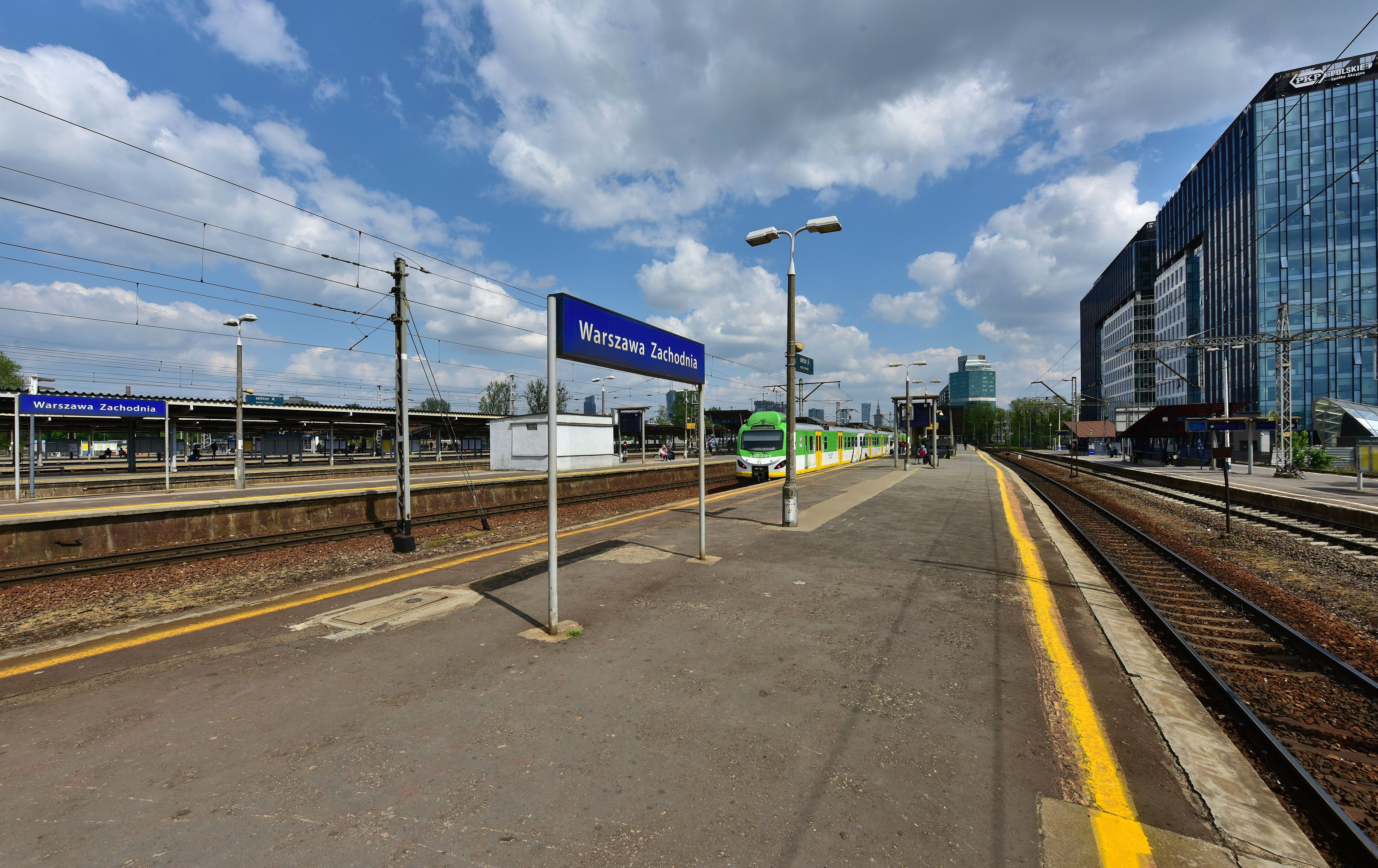
Sân ga với trung tâm thành phố Warsaw
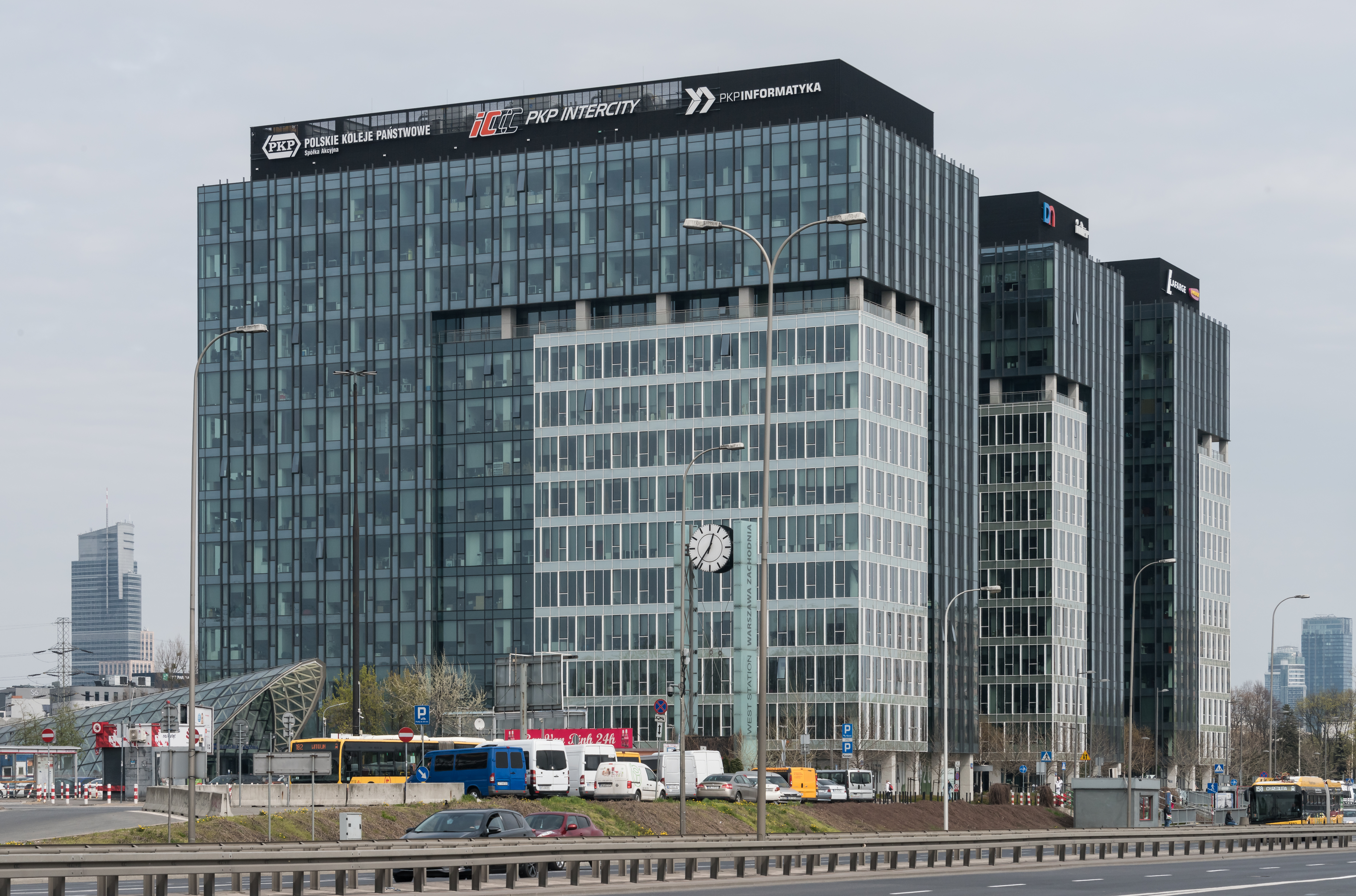
Tổ hợp văn phòng thương mại West Station
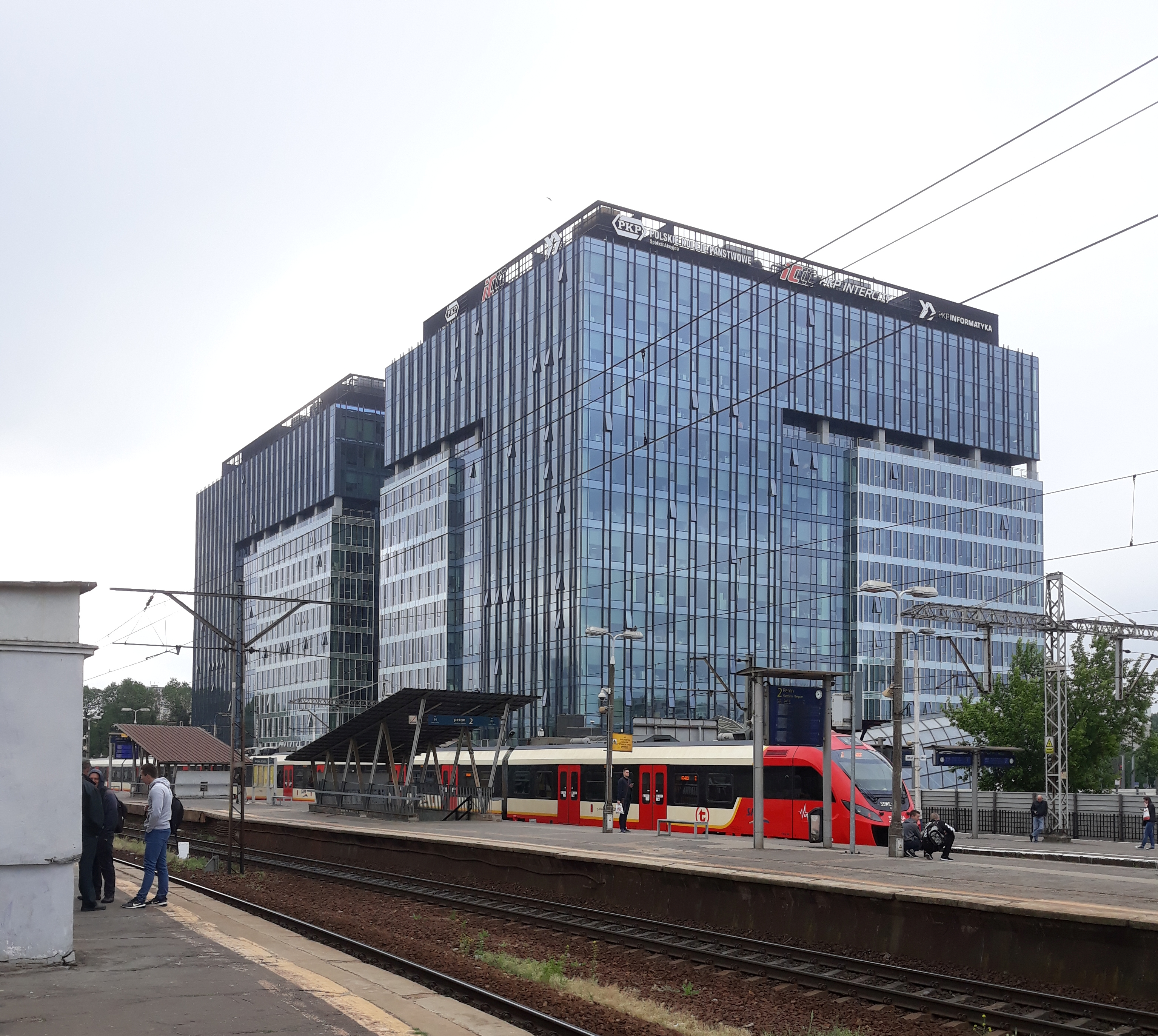
Xe lửa SKM tại sân ga số hai
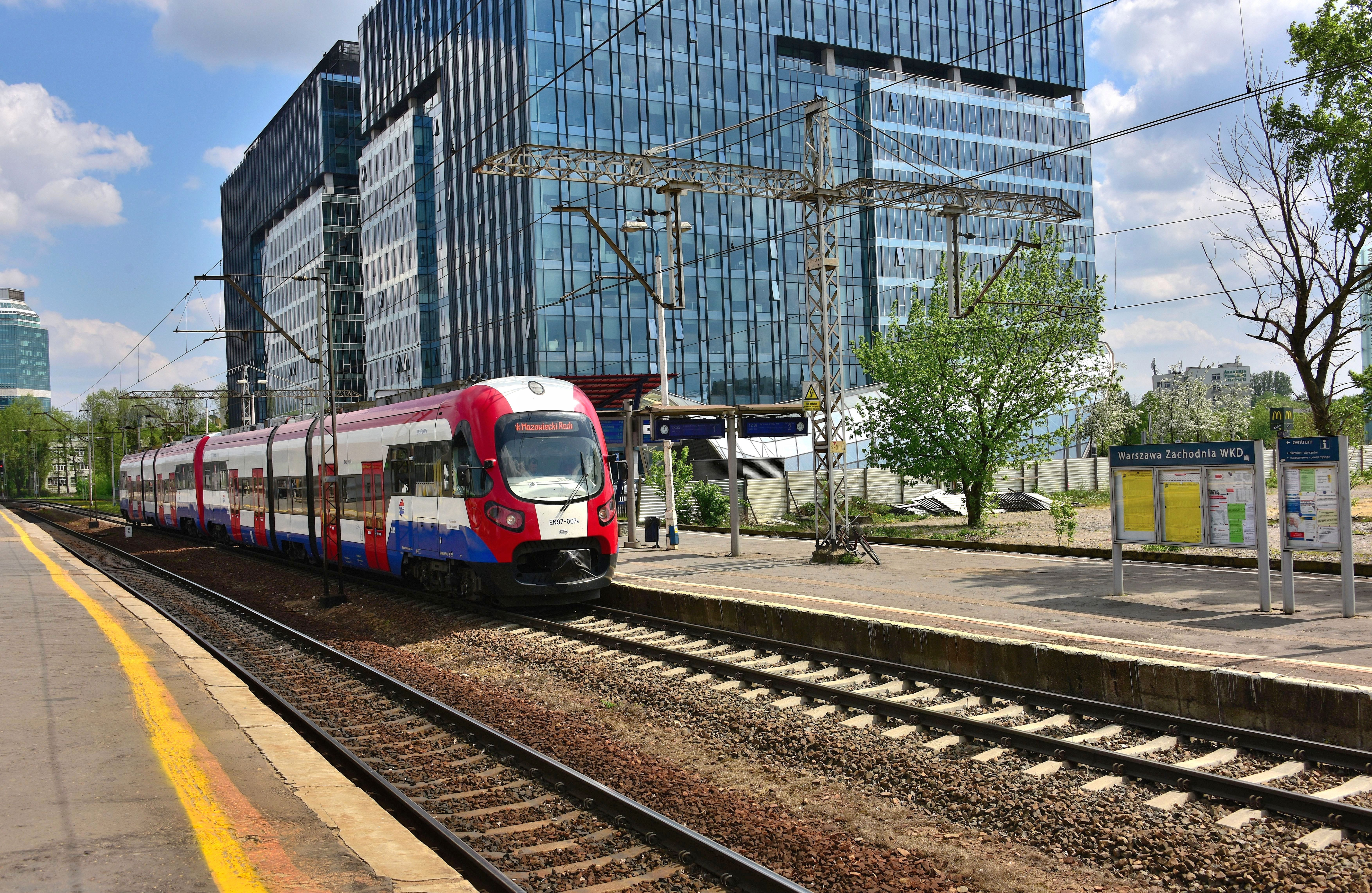
Sân ga số một của tuyến đường sắt nhẹ WKD
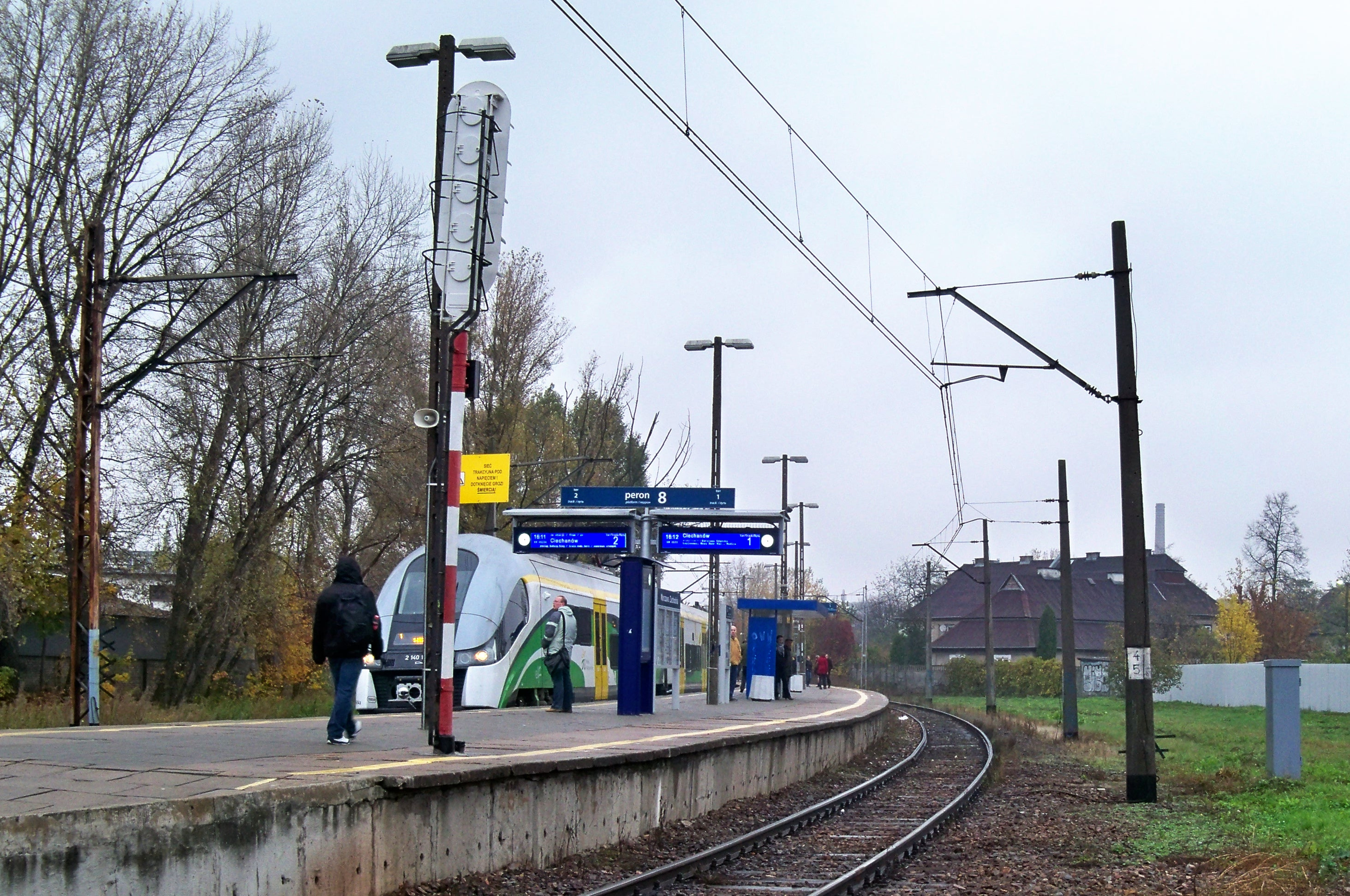
Sân ga số tám, của nhà ga Warszawa Wola cũ
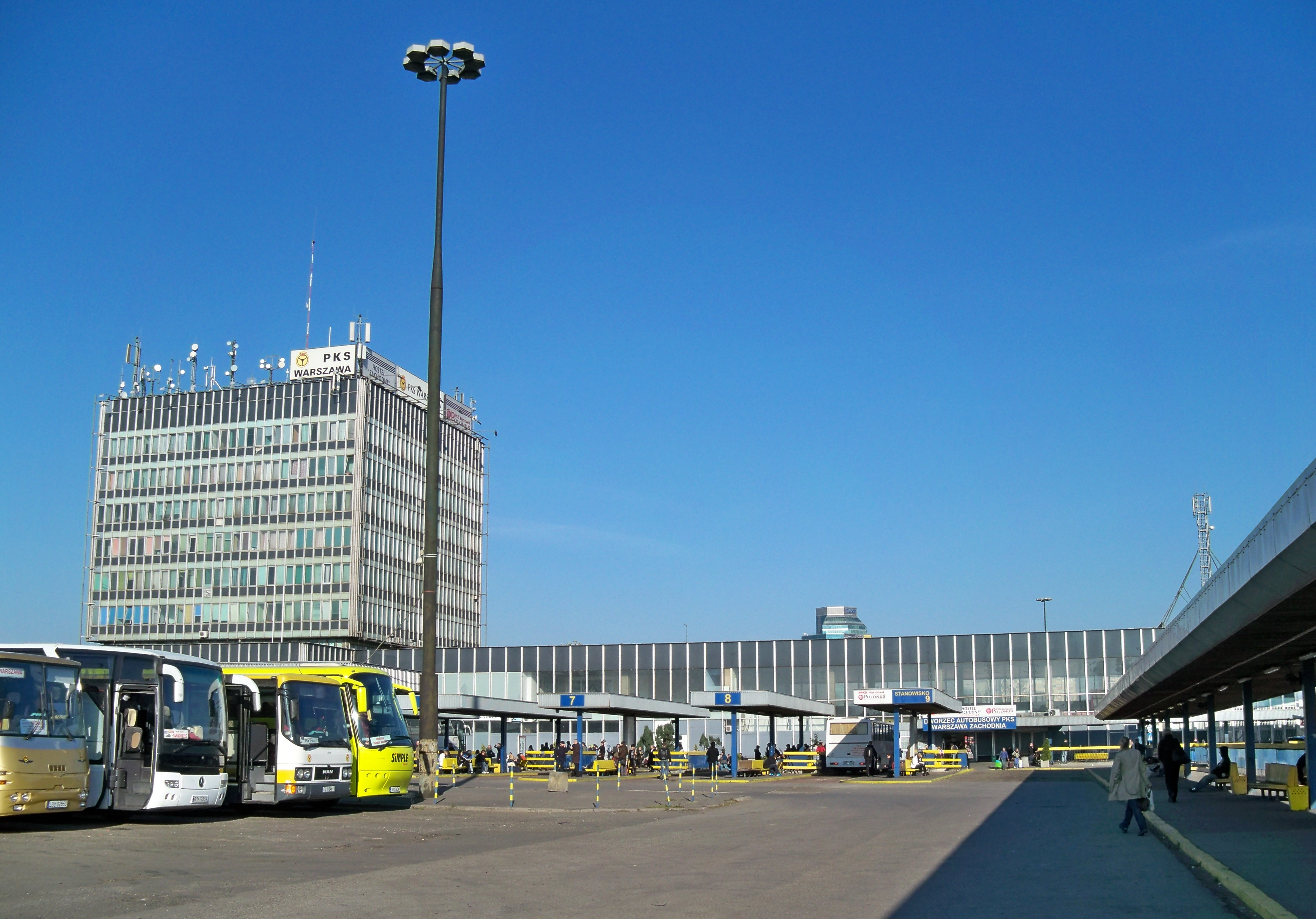
Trạm xe buýt đường dài

## Dịch vụ xe lửa
Trạm được phục vụ bởi (các) dịch vụ sau:
- Dịch vụ EuroCity (EC) Berlin - Frankfurt (Oder) - Rzepin - Poznan - Kutno - Warsaw